# Marcella Marboe-Hrabincová
Marcella Marboe-Hrabincová (* 12. února 1946, Řečany nad Labem) je česká prozaička, autorka knih pro děti, publicistka, středoškolská a vysokoškolská pedagožka. Publikuje jako Marcella Marboe.

## Život
Narodila se v učitelské rodině jako třetí dítě. Své dětství strávila převážně v Kladrubech nad Labem, malé obci proslavené Národním hřebčínem, s.p., díky čemuž si vybudovala vztah k přírodě a koním, který promítá do své tvorby, zejména té pro děti a mládež. Již od dětských let se také věnovala atletice, jízdě na koni a lyžování.
Roku 1964 maturovala na Gymnáziu v Přelouči, vztah ke sportu a psaní ji přivedl ke studiu oboru tělesné výchovy a českého jazyka na Fakultě tělesné výchovy a sportu Univerzity Karlovy v Praze. Po studiích působila jako středoškolská učitelka na různých středních školách. Na Univerzitě Pardubice vedla Katedru tělesné výchovy a sportu, kde mimo jiné založila studijní obor Wellness – umění žít. Krátce byla členkou Rady České televize.
Zajímá se o ekologii. Angažuje se v hnutích hájících práva dětí (je spoluzakladatelkou nadace Vraťme dětem dětství) a žen.
V současné době je Marboe spisovatelkou na plný úvazek, věnuje se podpoře literatury pro děti a mládež jako členka IBBY (Mezinárodní sdružení pro dětskou knihu).
Je také členkou PEN klubu, Východočeského střediska Obce spisovatelů, Akademie literatury české.
Je vdaná, s manželem doc. PhDr. Jiřím Hrabincem, CSc., taktéž vysokoškolským pedagogem, mají dvě děti.

## Tvorba
Období dětství je pro poznávání reálných životních hodnot nejdůležitější. Z tohoto důvodu Marcella Marboe nezaměřuje svou literární tvorbu pouze pro dospělé, ale také pro dětské čtenáře. Píše knihy o dospělých pro děti a o dětech pro dospělé. Klíčová témata v knihách od Marcelly Marboe jsou: příroda, zvířata, děti, postarší lidé, ženy.
Poeticky laděné humorné příběhy tematicky čerpají z obyčejného života. Na stranu druhou se zabývá i vážnými tématy, jako jsou závažné společenské problémy, náročné životní situace, odpovědnost člověka za svět a jeho závazcích vůči životu, lidem, zvířatům i rostlinám. Humor, ironie, hyperbola se objevuje v každé knize od Marcelly Marboe.
Venkovské prostředí se, až na výjimky, objevuje ve všech dílech. Hlavní postavy (dospělí, děti, personifikované rostliny či zvířata) mají jeden společný rys, a tím je hledání. Snaha naleznout vlastní cestu, pravdu, hodnoty morální a etické. Také touha objevit rovnováhu.
Dalším klíčovým tématem spisovatelčiných knih je kritika společnosti, a to za její povrchnost, omezenost, snobství a utilitaristický přístup k životu. Překroucené chápání morálky, mezilidské či mezidruhové vztahy (člověk X zvíře) ukazují, co dělá člověka člověkem – duše. Lidské nitro (duše) často naráží ve vyspělé moderní společnosti na nepochopení a přetvářku.
Je také spoluautorkou (spolu s K. Šimkovou) televizního seriálu Živá voda, také inscenace Prvovýstup (spolu s J. Hrabincem).

### Próza
- Stříbrná planeta (1979)
- Madlenka a kůň Zlatohřivák (1989)
- Nevěsty a milenky (1989)
- Ali a sedm loupežníků (1996)
- Tajemství (1999)
- Kůň za milión miliónů (2000)
- Glik – příběh o štěstí (2002)
- Múza – příběh loňského léta (2003)
- Vyměním týnejdžra za cokoli (2013)
- Rozkošná (2013)

## Ocenění
Marcella Marboe získala za svou literární tvorbu řadu ocenění:
- 1. cena I. Olbrachta v Semilech
- 1. cena Smila Flašky z Pardubic
- 2. cena Petra Jilemnického v Letohradě
- 1. cena Konstantina Biebla v Lounech
- Cena nakladatelství Albatros
- Cena dětského čtenáře a řada dalších. V roce 2010 obdržel cenu Albatrosu její rukopis Vyměním týnejdžra za cokoli a v roce 2011 jí byla udělena Medaile města Pardubic[1]